# 相模屋与兵衛
相模屋 与兵衛（さがみや よへえ、生没年不詳）とは江戸時代の江戸の地本問屋。

## 来歴
享保年間に江戸の湯島天神女坂下において地本問屋を営業している。一枚絵に関しては享保前期の作品が多くみられる。赤本や吉原細見、鳥居清倍、鳥居清信、羽川珍重の墨摺絵、丹絵、漆絵などを出版している。

## 作品
- 『あくまはらひ金平』 赤本 正徳享保ころ
- 鳥居清倍 『市川団蔵と大谷広次の草摺曳』 大々判 丹絵 享保2年
- 鳥居清信 『伏見町上屋町麦屋店先』 横中判 墨摺絵 筆彩 享保4年
- 羽川珍重 『釈迦生誕図』 大々判 墨摺絵 享保前期
- 羽川珍重 『針売り』 小判 墨摺絵 享保末 シカゴ美術館所蔵 ※「さがみや」と画中に表記
- 羽川珍重 『三幅対右 みやこのもみじ』 細判 漆絵 享保
- 『新板新吉原細見図』 享保
- 鳥居清信 『市川門之助と藤村半太夫』 大々判 丹絵